# 強迫懷孕
強迫懷孕 可以指強迫婦女是違背自己意願下懷孕。
強迫懷孕常見的方式包括 :
- 強迫生育 : 以強制手段強迫婦女是違背自己意願下生育。
- 因姦成孕 : 因強姦而懷孕。